# Coll de Marqueixanes
El Coll de Marqueixanes és una collada dels contraforts nord-orientals del Massís del Canigó, a 436,4 metres d'altitud, del terme comunal d'Espirà de Conflent, a la comarca del Conflent (Catalunya del Nord).
Està situat a la zona central - occidental del terme d'Espirà de Conflent, al nord-oest del poble d'Espirà de Conflent, prop de Gojac i dels Safranassos. Hi passava el Camí Vell de Marqueixanes.